# Carl Schultze (Politiker)

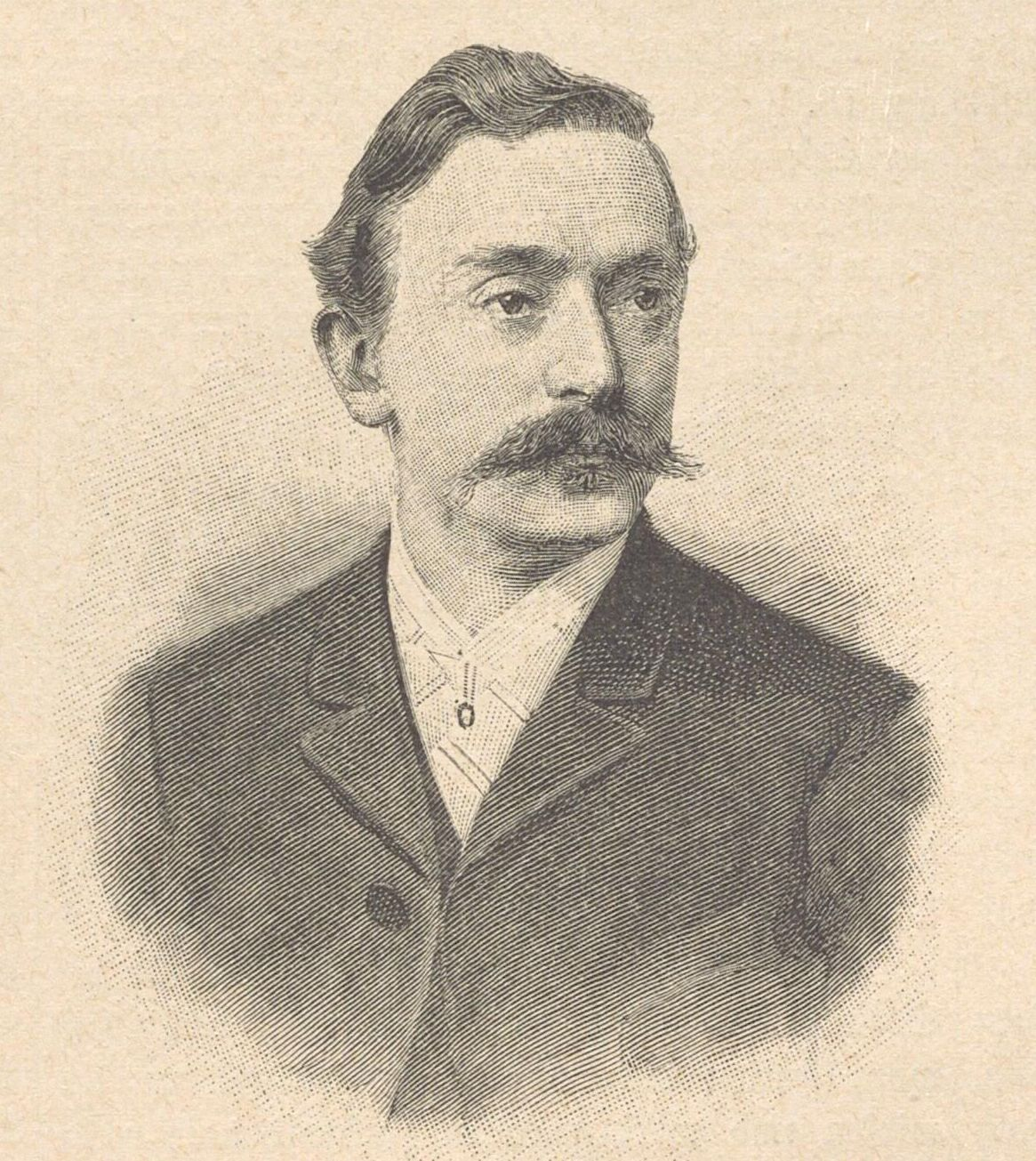
Carl Schultze

Carl Friedrich Wilhelm Schultze (* 15. Oktober 1858 in Steinau an der Oder; † 1. April 1897 in Berlin) war ein deutscher sozialdemokratischer Politiker. 

## Leben
Carl Schultze erlernte nach der Volksschule ein Metallhandwerk. Er war danach zunächst als Arbeiter in einer Gärtnerei, einer Garndruckerei und in Zigarrenfabriken tätig. Danach arbeitete er bis 1889 als Schlosser und Metallschleifer. Später war er Inhaber einer Zigarrenhandlung.
Er trat 1878 der Sozialdemokratie bei. Zwischen 1883 und 1886 war er Vorstandsmitglied im Arbeiter-Bezirksverein Lausitzer Platz, später Südost in Berlin. Er war 1885/86 auch Vorsitzender des Fachvereins der Metallschleifer in Berlin. Auf Grund des Sozialistengesetzes wurde er 1886 aus Berlin ausgewiesen und lebte danach bis 1889 in Chemnitz. Danach zog er nach Königsberg.
Im Jahr 1889 wurde er Mitbegründer des Arbeiterwahlvereins in Königsberg. Er war auch Vorsitzender dieses Vereins. Zwischen 1890 und 1896 nahm er an den jährlichen Parteitagen der SPD teil. Er wurde bei den Reichstagswahlen 1890 und 1893 im Reichstagswahlkreis Regierungsbezirk Königsberg 3 (Königsberg-Stadt) gewählt und gehörte dem Reichstag bis zu seinem Tod an. Im Jahr 1893 hat er außerdem in zahlreichen weiteren Wahlkreisen für die Sozialdemokraten kandidiert.

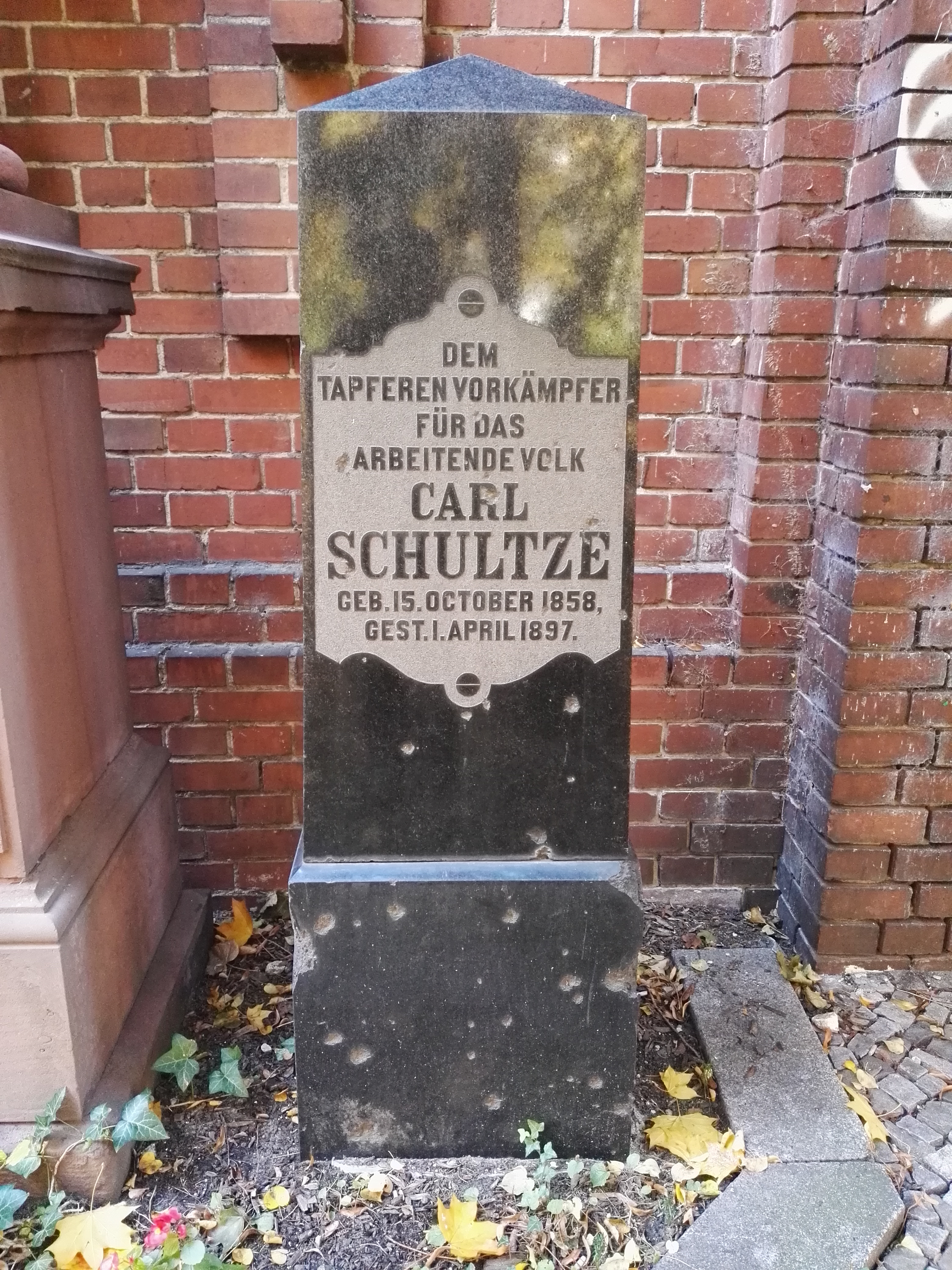
Grabstätte

Er ist auf dem Friedhof Pappelallee in Berlin bestattet.